# Lista de senhores do morgado de Oliveira

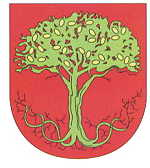
Escudo de armas de uma das famílias Oliveira.

Esta é uma lista dos senhores do morgado de Oliveira:
- Martinho Pires de Oliveira;[1]
- Mem Pires de Oliveira, irmão do antecessor;[2]
- João Mendes de Oliveira, filho do antecessor;[3]
- Álvaro Mendes de Oliveira;[4][5]
- Joane Mendes de Oliveira, ou João Mendes de Oliveira (II);[4]
- Martim Mendes de Oliveira;[6]
- João Mendes de Oliveira (III);[7]
- Heitor de Oliveira;[8][9]
- Martim Afonso de Oliveira;[10]
- Joane Mendes de Oliveira (IV);[11][12]
- Martim Afonso de Oliveira, senhor dos morgados de Oliveira e Patameira, falecido em 1625;[11][13][14]
- Luís Francisco de Oliveira e Miranda, senhor dos morgados de Oliveira e Patameira;[13][14]
- Maria de Oliveira, senhora dos Morgados de Oliveira e Patameira;[13]
- Antonio de Saldanha de Oliveira e Sousa[carece de fontes?]
- João Pedro de Saldanha Oliveira e Sousa[15].
- Antonio de Saldanha de Oliveira[carece de fontes?]
- João Vicente de Saldanha Oliveira e Sousa[carece de fontes?]
- António de Saldanha de Oliveira e Sousa[carece de fontes?]
- João de Saldanha Oliveira Juzarte Figueira e Sousa[carece de fontes?]
- António José de Saldanha Oliveira e Sousa, 1º marquês de Rio Maior[carece de fontes?]
- João de Saldanha Oliveira e Sousa, 2º marquês de Rio Maior, sobrinho do antecessor, e último titular até o fim do regime monárquico em Portugal.[carece de fontes?]